# アルシ族
アルシ族（アルシぞく、Arusi, Arsi）は、エチオピアに住むハム系部族。

## 居住地
エチオピアの台地に住んでいる。半球形の小屋または円錐形の草ぶき小屋を住居としている。

## 生活
主食は大麦・トウモロコシ・豆類。食用作物のほかに、綿を栽培している。またウシの大群を飼育しており、その血と乳を飲んでもいる。男はウシの飼育作業のほぼすべてを担当し、女は乳搾りと作物の植え付け、手入れを行う。
ほとんどの男が二人以上の妻を持っている。

## 宗教
住民の一部がイスラム教徒となっている。